# 2 Oddział Lotniczy imienia Dońskiego Atamana Wojskowego Generała Kaledina
2 Oddział Lotniczy imienia Dońskiego Atamana Wojskowego Generała Kaledina (ros. 2-й имени Донского Войскового атамана генерала Каледина авиационный отряд) – jednostka lotnicza białych podczas wojny domowej w Rosji
Po ewakuacji resztek Armii Dońskiej, w tym niewielkiej liczby samolotów, drogą morską na Krym w lutym/marcu 1920 r., został tam sformowany oddział lotniczy złożony z Kozaków dońskich. Utworzono go w Sewastopolu, przy wsparciu tamtejszej szkoły lotnictwa wojskowego. Jednostka otrzymała 7 lipca 1920 r. rozkazem głównodowodzącego wojskami białych gen. Piotra N. Wrangla oficjalną nazwę 2 Oddziału Lotniczego imienia Dońskiego Atamana Wojskowego Generała Kaledina. Składała się z 17 oficerów, lotników i obserwatorów lotniczych. Na ich czele stanął płk K. N. Kaczałowski. W sierpniu oddział został przebazowany na front na lotnisko w Fiedorowce. Prowadził ciężkie walki przeciwko wojskom bolszewickim. 8 września miał miejsce nalot bolszewickiego samolotu bombowego Ilja Muromiec, w wyniku którego zostały zniszczone 4 samoloty Avro. W poł. listopada większość dońskich lotników ewakuowała się wraz z pozostałymi oddziałami białych statkami do Gallipoli.